# Carmelo Lisón Tolosana
Carmelo Lisón Tolosana (La Puebla de Alfindén, Zaragoza, 19 de noviembre de 1929-Madrid, 17 de marzo de 2020) fue un antropólogo social y cultural español.

## Biografía
Licenciado en 1957 en Historia por la Universidad de Zaragoza, en 1963 se doctoró en Antropología Social y Cultural en la Universidad de Oxford, donde estudió con relevantes autores de la disciplina como Edward Evan Evans-Pritchard o  Godfrey Lienhardt. Asimismo fue doctor en Filosofía y Letras por la Universidad Complutense de Madrid.
En 1966 publicó en Oxford su tesis sobre "Belmonte de los Caballeros", obra inédita en España aunque tomada como referencia por numerosas universidades españolas, europeas y estadounidenses. Buena parte de su trabajo de campo se centró en Galicia, teniendo como resultado algunos ensayos, artículos y publicaciones, como Antropología Cultural de Galicia (1971) o Perfiles simbólico-morales de la cultura gallega (1984). Escribió más de una veintena de libros, además de colaboraciones en diferentes publicaciones en el campo de la antropología, enfocadas en ocasiones en temas como la brujería y el demonio. Fue académico de número Real Academia de Ciencias Morales y Políticas en 1990 y miembro del Real Instituto Antropológico de Gran Bretaña e Irlanda del Norte.
Desarrolló su carrera académica en diferentes universidades, impartiendo clases como profesor invitado en las universidades de Sussex, Mánchester, Roma, Sorbona, Florida, Cornell, Edimburgo, Campinas (Sao Paulo), Salamanca y Santiago de Chile.
Falleció a los noventa años en Madrid el 17 de marzo de 2020; padecía problemas respiratorios y una insuficiencia renal.

## Fundación Lisón-Donald
En 2009, Carmelo Lisón Tolosana creó junto a su esposa Julia Donald la Fundación Lisón-Donald, organización sin ánimo de lucro constituida con el objetivo de "introducir la enseñanza y práctica de la Antropología en ámbitos extraacadémicos". La Fundación tiene sede en La Puebla de Alfindén, pueblo natal de Lisón Tolosana, y realiza diferentes actividades culturales en convenio con otras instituciones (Ayuntamiento, Diputación de Zaragoza, UNED, etc.), concediendo diferentes premios con carácter anual:
- Premios Julia Donald: reconocimiento de trabajos literarios de niños y adolescentes de La Puebla de Alfindén.

- Premios Carmelo Lisón: reconocimiento de Trabajos de Fin de Grado en el campo de la Antropología.

El patronato está constituido por antropólogos como José A. González Alcantud, Luis Álvarez Munarriz, Ricardo Sanmartín Arce o Francisco Giner Abati; expolíticos como Rodolfo Martín Villa, Miguel Herrero y Rodríguez de Miñón o Marcelino Oreja Aguirre, entre otras personalidades culturales y políticas de La Puebla de Alfindén.

## Premios y distinciones
Por su trayectoria fue homenajeado en diferentes ocasiones, obteniendo reconocimientos como:
- Catedrático Emérito de Antropología Social en la Universidad Complutense de Madrid (1979).
- Palma Académica del Gobierno francés (1987).
- Honorary Fellow of the Royal Anthropological Institute (1991).
- Profesor Emérito del Colegio Libre de Eméritos y Académico de Número de la Real Academia de Ciencias Morales y Políticas (1992).
- Premio Aragón en Ciencias Sociales y Humanidades (1993).[3]
- Doctor Honoris Causa por la Universidad de Burdeos II (2002).
- Medalla de Plata de la Junta de Galicia (2005).
- Doctor Honoris Causa por la Universidad de Murcia (2009).
- Cabaleiro da Enxebre Orde da Vieira (2013).[6]

## Algunas obras
- Antropología cultural de Galicia. Akal, Madrid, 1971, ISBN 84-460-2162-5.
- La antropología social en España. Siglo Veintiuno de España Editores, 1971, ISBN 978-84-323-0043-1.
- Estructura antropológica de la familia en España, Karpos, Madrid, 1976.
- Invitación a la Antropología cultural en España. Akal, Madrid, 1971, ISBN 978-84-460-2240-4.
- Antropología social y hermenéutica. Fondo de Cultura Económica, Madrid, 1983, ISBN 84-375-0231-4.
- Endemoniados en Galicia hoy. 1984
- Individuo, estructura y creatividad: etopeyas desde la antropología cultural. 1984
- Perfiles simbólico-morales de la cultura gallega. 1984
- Antropología social: reflexiones incidentales. 1987
- La España mental. 1. El problema del mal. 1990
- Demonios y exorcismos en los siglos de oro. 1990
- Endemoniados en Galicia hoy. La España mental II. 1990
- La imagen del rey: monarquía, realeza y poder ritual en la Casa de los Austrias. (Con Salustiano del Campo Urbano). 1991
- Individuo, estructura y creatividad. 1992
- Aragoneses: políptico desde la Antropología Social. 1992
- Las brujas en la historia de España. 1992
- Las máscaras de la identidad: claves antropológicas. 1997
- La Santa Compaña: fantasías reales, realidades fantásticas. 1998
- Caras de España: desde mi ladera. 2002
- La España mental. 2. El problema del mal. 2004
- Brujería, estructura social y simbolismo en Galicia. 2004
- Antropología cultural de Galicia (obra recopilatoria en 6 vols.) 2004
- La fascinación de la diferencia. La adaptación de los jesuitas al Japón de los samuráis, 1549-1592. 2005
- Introducción a la antropología social y cultural. 2007

Bibliografía
- Barrera-González, A., & Lisón Tolosana, C. (1985). La dialéctica de la identidad en Cataluña: un estudio de antropología social. Centro de Investigaciones Sociológicas.
- Boissevain, J. F. (1967). Belmonte De Los Caballeros: A Sociological Study of a Spanish Town(Book). Sociology, 1(3), 321-323.
- González Alcantud, J. A., Lisón Tolosana, C., & Anta Félez, J. L. (Eds.). (1999). El aire: mitos, ritos y realidades: coloquio internacional, Granada, 5-7 de marzo de 1997 (1a. ed). Rubí (Barcelona): Anthropos.
- Laub, E., Laub, J., & Lisón Tolosana, C. (1987). Mito triunfante, el: estudio antropológico de chetas mallorquínes. Miguel Font, Editor.
- Lisón Arcal, J. C., & Lisón Tolosana, C. (1986). Cultura e identidad en la provincia de Huesca: una perspectiva desde la antropología social. Zaragoza: Caja de Ahorros de la Inmaculada de Aragón.
- Lisón Tolosana, C. (1966). Belmonte de los Caballeros: a sociological study of a Spanish town. Oxford: Clarendon.
- Lisón Tolosana, C. (1974). Perfiles simbólico-morales de la cultura gallega. Ediciones Akal.
- Lison Tolosana, C. (1976). Expresiones actuales de la cultura del pueblo. Madrid: Centro de Estudios Sociales del Valle de los Caídos.
- Lisón Tolosana, C. (1976). Temas de antropología española. Ediciones Akal.
- Lisón Tolosana, C. (1977a). Antropología social en España (2a. ed). Madrid: Akal.
- Lisón Tolosana, C. (1977b). Invitación a la antropología cultural de España. La Coruña: Adara.
- Lisón Tolosana, C. (1978). Ensayos de antropología social (2. ed. ampl). Madrid: Ayuso.
- Lisón Tolosana, C. (1979a). Antropología cultural de Galicia (1a. ed. bolsillo). Madrid: Akal.
- Lisón Tolosana, C. (1979b). Brujería, estructura social y simbolismo en Galicia. Ediciones Akal.
- Lisón Tolosana, C. (1983). Antropología social y hermenéutica. México [etc.]: Fondo de cultura económica.
- Lisón Tolosana, C. (1985). Cultura e identidad en la provincia de Huesca. Caja de Ahorros de la Inmaculada de Aragón.
- Lisón Tolosana, C. (1986). Antropología social: reflexiones incidentales (1a. ed.). Madrid: Centro de Investigaciones Sociológicas: Siglo Veintiuno de España.
- Lisón Tolosana, C. (1991a). Antropología de los pueblos del norte de España. Madrid: Universidad Complutense.
- Lisón Tolosana, C. (1991b). La imagen del rey: monarquía, realeza y poder ritual en la Casa de los Austrias. Espasa Libros, S.L.
- Lisón Tolosana, C. (1992a). Aragoneses: (políptico desde la antropología social). Centro del Libro de Aragón.
- Lisón Tolosana, C. (1992b). Individuo, estructura y creatividad: etopeyas desde la antropología cultural. Ediciones Akal.
- Lisón Tolosana, C. (1992c). Las brujas en la Historia de España (1a. ed). Madrid: Temas de hoy.
- Lisón Tolosana, C. (1996a). Antropología E Historia: Diálogo Intergenerico. Anthropology and history: an interdisciplinary dialogue., 5, 163-181.
- Lisón Tolosana, C. (1996b). Antropología y literatura. Centro del Libro de Aragón.
- Lisón Tolosana, C. (1996c). Las brujas en la historia de España. Ediciones Temas de Hoy.
- Lisón Tolosana, C. (1997a). La santa compaña: fantasías reales, realidades fantásticas : (antropología cultural de Galicia IV). Ediciones Akal.
- Lisón Tolosana, C. (1997b). Las máscaras de la identidad: claves antropológicas (1a. ed). Barcelona: Ariel.
- Lisón Tolosana, C. (1998). Antropología: horizontes teóricos. Granada: Comares.
- Lisón Tolosana, C. (2001). Antropología: horizontes comparativos. Granada: Universidad de Granada.
- Lisón Tolosana, C. (2002). Caras de España: desde mi ladera (1a. ed). Zaragoza: Prensas Universitarias de Zaragoza.
- Lisón Tolosana, C. (2003). Antropología: horizontes emotivos. Granada: Universidad de Granada.
- Lisón Tolosana, C. (2004). La España mental: el problema del Mal. I: Demonios y exorcismos en los siglos de oro. Madrid: Akal.
- Lisón Tolosana, C. (2005a). Antropología: horizontes educativos. Granada : [Valencia: Editorial Universidad de Granada ; Universitat de València].
- Lisón Tolosana, C. (2005b). La fascinación de la diferencia: la adaptación de los jesuitas al Japón de los samuráis, 1549-1592. Ediciones Akal.
- Lisón Tolosana, C. (2006). Antropología: horizontes narrativos. Consejo Superior de Investigaciones Científicas.
- Lisón Tolosana, C. (2007). El libro de las comarcas de Aragón. Fundación Economía Aragonesa.
- Lisón Tolosana, C. (2008a). Antropología: horizontes míticos. Prensas de la Universidad de Zaragoza Editorial Universidad de Granada.
- Lisón Tolosana, C. (2008b). De la estación del amor al diálogo con la muerte: en la Galicia profunda. Ediciones Akal.
- Lisón Tolosana, C. (2010). Antropología integral. Madrid: Editorial Universitaria Ramón Areces.
- Lisón Tolosana, C. (2010c). El agua como cultura. Zaragoza: Fundación Economía Aragonesa.
- Lisón Tolosana, C. (2012). Teoría etnográfica de Galicia: antropología cultural de Galicia IX. Ediciones Akal.
- Lisón Tolosana, C. (2013). Antropología: estilos de pensamiento e interpretación. Anthropos Editorial.
- Lisón Tolosana, C. (2014a). Antropología cultural de Galicia X: tipos, figuras, tropos y conjuntos : la etnografía como configuración del espíritu. Portal Derecho, S.A. (Iustel).
- Lisón Tolosana, C. (2014b). Antropología: horizontes simbólicos. Tirant Humanidades.
- Lisón Tolosana, C. (2016). Galicia, singularidad cultural: antropología cultural de Galicia XI. Ediciones Akal.
- Lisón Tolosana, C., & Lisón Tolosana, C. (2010). Antropología, horizontes estéticos. Anthropos Editorial.
- Lisón Tolosana, C., & Novajra, A. M. (Eds.). (2007). Introducción a la antropología social y cultural: teoría, método y práctica. Tres Cantos (Madrid): Akal.
- lvarez Munárriz, L., & Lisón Tolosana, C. (2012). Antropología: horizontes patrimoniales. Tirant Humanidades.
- Moline Fernando, C., Gazulla Clavero, J., & Callen Polo, B. (1995). Homenaje en honor a Carmelo Lisón Tolosana. Ayuntamiento de La Puebla de Alfindén.
- Morgan, L. H., & Lisón Tolosana, C. (1975). La sociedad primitiva (3a ed). Madrid: Ayuso.
- San Román, T., & Lisón Tolosana, C. (1976). Vecinos gitanos. Madrid: Akal.
- Sanmartín Arce, R., & Lisón Tolosana, C. (Eds.). (1994). Antropología sin fronteras: ensayos en honor a Carmelo Lisón. Madrid: Centro de Investigaciones Sociológicas.